# Yie Ar Kung-Fu
Yie Ar Kung-Fu (イー・アル・カンフー?, Ī Aru Kanfū) ("uno due Kung fu" in cinese) è un videogioco picchiaduro sviluppato e pubblicato dalla Konami nel 1985.
Pubblicato inizialmente in versione coin-op da sala giochi, venne successivamente portato su diverse piattaforme domestiche. La stessa Konami lo pubblicò per MSX e NES; la Imagine Software, allora un marchio di Ocean Software, lo pubblicò per i computer occidentali Amstrad CPC, BBC Micro, Commodore 16, Commodore 64, Electron e ZX Spectrum. Per Tatung Einstein uscì solo nella raccolta 4 Game Disc Arcade.
Il gioco si basa su incontri uno contro uno dove il protagonista (chiamato Oolong, "drago nero") usa il Kung fu e affronta avversari specializzati in diverse discipline di arti marziali, incluse quelle con armi.
Nella modalità a 2 giocatori non è possibile affrontarsi, ma si gioca uno alla volta alternati.

## Modalità di gioco
Oolong può muoversi orizzontalmente, fare salti molto ampi, attaccare e parare con diverse mosse grazie ai due pulsanti "calcio" e "pugno" combinati con le 8 direzioni del joystick.
Oolong e gli avversari hanno sempre 8 punti ferita e qualunque colpo a segno ne rimuove sempre 1. Non ci sono round, è sufficiente sconfiggere una volta ogni avversario, mentre il giocatore ha tre vite complessive. Se si sconfigge l'avversario senza subire colpi si realizza un "Perfect", ottenendo ulteriori punti per l'impresa: questo bonus diventerà un cliché per i successivi videogiochi di tipo picchiaduro a incontri.
Nella versione originale per sala giochi ci sono 11 personaggi da affrontare, ma il numero è in genere ridotto nelle altre piattaforme, e in alcune gli avversari sono anche molto diversi. Gli originali sono:
1. Buchu, lottatore di sumo in grado di "planare". Se lo si colpisce all'inguine si sentirà una voce esclamare Ni hao!
2. Star, una ragazza armata di shuriken
3. Nuncha, armato di nunchaku
4. Pole, armato di Bō, che usa anche per muoversi come nel salto con l'asta
5. Feedle, in grado di sdoppiarsi in 3. Tutti e 3 i Feedle devono essere sconfitti
6. Chain, armato di una catena con un gancio in cima
7. Club, armato di mazza chiodata e un guanto per parare
8. Fan, una donna armata di ventagli metallici da lancio
9. Sword, armato di spada Dao
10. Tonfun, armato con due tonfa
11. Blues, molto simile a Oolong. Sconfitto lui, il gioco ricomincia da capo

Lo scenario coi primi cinque avversari mostra sullo sfondo una cascata, mentre quello dei rimanenti un tempio orientale.
Le versioni per MSX e NES sono quelle che differiscono maggiormente dall'originale; i personaggi sono solo 5 e cambiano del tutto, il protagonista prende il nome di Lee e lo sfondo è unico, un interno con decorazioni orientali.
In compenso vengono aggiunte la possibilità di colpire con un calcio anche durante il salto e alcune sequenze bonus in cui bisogna colpire gli oggetti che arrivano addosso al protagonista da più direzioni.

## Eredità
Yie Ar Kung-Fu è considerato uno dei pionieri del suo genere, sebbene preceduto di un anno da Karate Champ, che fu il primo picchiaduro a incontri bidimensionale di successo. Yie Ar Kung-Fu è stato però il primo a offrire una varietà considerevole di personaggi con abilità e aspetto molto diversi, tra cui anche donne; fu questo assortimento, piuttosto che gli sportivi regolamentari di Karate Champ, a influenzare successivi classici come Street Fighter o Fatal Fury.
Altre caratteristiche che divulgò, e divennero elementi ricorrenti di questo genere, sono la presenza di barre per rappresentare l'energia, l'uso di sfondi suggestivi ed elaborati, e la possibilità di effettuare grandi salti attraverso l'area di gioco. Questi salti di ampiezza surreale sono divenuti mosse tattiche fondamentali in molti picchiaduro.
Yie Ar Kung-Fu ebbe un seguito diretto, solo per gli home computer, con Yie Ar Kung-Fu II, che comprende anche sequenze di picchiaduro a scorrimento.
Il successivo picchiaduro della Konami fu Martial Champion, sviluppato nel 1993, che nel concetto originale doveva chiamarsi Yie Ar Kung-Fu 2; un particolare che lo avvicina a Yie Ar Kung Fu è la presenza di armi, questa volta utilizzate anche da personaggi selezionabili.